# 최옥술
최옥술(崔玉述, 1957년 8월 14일 ~ )은 대한민국의 제8·9대 대전광역시 유성구의원이다.

## 학력
- 공주대학교
- 충남대학교 행정대학원 행정학 석사 졸업
- 한남대학교 지역개발대학원 문학 석사

## 경력
- 대전광역시 유성구 보건소
- 대전광역시 유성구 온천2동장
- 대전지방검찰청 형사조정위원
- 노인장기요양보험 등급판정위원
- 2018.07 ~ 2022.06 제8대 대전광역시 유성구의회 의원
- 2018.07 ~ 2020.07 제8대 대전광역시 유성구의회 전반기 사회도시위원회 위원
- 2018.07 ~ 2020.07 제8대 대전광역시 유성구의회 전반기 의회운영위원회 위원장
- 2020.07 ~ 2022.06 제8대 대전광역시 유성구의회 후반기 사회도시위원회 위원
- 2020.07 ~ 2022.06 제8대 대전광역시 유성구의회 후반기 예산결산특별위원회 위원
- 조승래 국회의원 특별보좌관
- 2024.04 ~ 제9대 대전광역시 유성구의회 의원
- 2024.04 ~ 2024.07 제9대 대전광역시 유성구의회 전반기 행정자치위원회 위원
- 2024.07 ~ 제9대 대전광역시 유성구의회 후반기 사회도시위원회 위원
- 2024.07 ~ 제9대 대전광역시 유성구의회 후반기 예산결산특별위원회 위원

## 역대 선거 결과
|  | 65.72% |

|  | 13.31% |

|  | 56.79% |